# Paronychia rechingeri
Paronychia rechingeri är en nejlikväxtart som beskrevs av Mohammad Nazeer Chaudhri. Paronychia rechingeri ingår i släktet prasselörter, och familjen nejlikväxter. Inga underarter finns listade i Catalogue of Life.